# Окаяма (писта)
Т1 Сиркуит – Айда е писта за провеждане на автомобилни и мотоциклетни състезания в
град Айда, Япония.

## История
Пистата приема различни видове състезания, включително WTCC в периода 2008-2010.

## Победители във Формула 1
| Година | Пилот          | Конструктор  | Писта  | Статистика |
| ------ | -------------- | ------------ | ------ | ---------- |
| 1995   | Михаел Шумахер | Бенетон-Рено | Окаяма | Статистика |
| 1994   | Михаел Шумахер | Бенетон-Форд | Окаяма | Статистика |